# الجثة المدفونة تحت قدمي ساكوراكو-سان
الجثة المدفونة تحت قدمي ساكوراكو-سان (باليابانية: 櫻子さんの足下には死体が埋まっている، بالروماجي: Sakurako-san no Ashimoto ni wa Shitai ga Umatteiru) هي رواية خفيفة من تأليف شيوري أوتا ورسم تيتسو، نشرت من قبل كادوكاوا شوتين منذ فبراير 2013. اقتبست إلى سلسلة مانغا، نشرت من قبل كادوكاوا شوتين، منذ أغسطس 2015. أنتجت المانغا إلى أنمي تلفزيوني من قبل استوديو ترويكا، عرض الأنمي في 7 أكتوبر عام 2015 واستمر عرضه حتى 23 ديسمبر عام 2015، وتكونت 12 حلقة.

## القصة
تدور أحداث القصة شوتارو تاتيواكي، هو طالب في المرحلة الثانوية، يعيش في مدينة أساكيهاوا، يلتقي بساكوراكو كوجو، هي فتاة جميلة وغنية محبة العظام، تتركز حياتها حول اكتشاف العظام والتنقيب عنها، ويصبح مساعدها.

## الشخصيات
شوتارو تاتيواكي (باليابانية: 館脇 正太郎، بالروماجي: Tatewaki Shōtarō)
مؤدي الصوت: جونيا إينوكي
ساكوراكو كوجو (باليابانية: 九条 櫻子، بالروماجي: Kujō Sakurako)
مؤدية الصوت: شيزوكا إيتو
يوريكو كوغامي (باليابانية: 鴻上 百合子، بالروماجي: Kōgami Yuriko)
مؤدية الصوت: أياكا إيمامورا
إيتسوكي إيسوزاكي (باليابانية: 磯崎 齋، بالروماجي: Isozaki Itsuki)
مؤدي الصوت: أكيرا إيشيدا
شوكو تشيودا (باليابانية: 千代田 薔子، بالروماجي: Chiyoda Sōko)
مؤدية الصوت: كيكوكو إينوي
ناوي أريوارا (باليابانية: 在原 直江، بالروماجي: Ariwara Naoe)
هيروكي أوتسومي (باليابانية: 内海 洋貴، بالروماجي: Utsumi Hiroki)
مؤدي الصوت: هيروكي تاكاهاشي
هكتور (باليابانية: へクター، بالروماجي: Hekutā)
هاروتو إيمامي (باليابانية: 今居 陽人، بالروماجي: Imai Haruto)
مؤدي الصوت: تتسيا كاكيهارا
هانابوسا (باليابانية: 花房، بالروماجي: Hanabusa)
مؤدي الصوت: تاكيهيتو كوياسو

## وصلات خارجية
- موقع الأنمي الرسمي (باليابانية)